# Бен Дејвис
Бенџамин Томас Дејвис (енгл. Benjamin Thomas Davies; рођен 24. априла 1993. у Ниту, Велс) је велшки фудбалер, који тренутно игра за Тотенхем хотспер.
Дејвис је из школе фудбала Свонзи Ситија, велшког клуба у Свонзију који играју у Енглеској фудбалској лиги. Његов деби за Свонзи дошао је у Премијер Лиги 2012/13. сезоне против Вест Хема. Дао је свој први професионални гол у победи од 3-1 против Стоук Ситија.
У јулу 2014, Дејвис је потписао за Тотенхем Хотспер, и одиграо свој деби у утакмици Лиге Европе против Кипарског клуба АЕЛ Лимасол.
Дејвис је имао три наступа за Велшку репрезентацију за млађе од 19. Сениорски деби добио је против Шкотске у квалификацијама за Светско Првентство 2014. године. Тренутно има 94 наступа за Велс.

## Детињство и младост
Дејвис је рођен у Ниту, Велс. После неког времена док је играо за академију Свонзи Ситија, његова породица се преселила у Виборг у Данској. Три године је живео У Данској где је играо за Виборгов омладински тим пре него што се вратио у Свонзи. Он такође зна причати Велшки.

## Клупска каријера

### Свонзи сити
После пролажења младих нивоа, Дејвис је потписао двогодишњи уговор са Свонзи Ситијем, где је добио деби против Вест Хем Јунајтеда у Премијер Лиги 25. августа 2012, када је ушао као измена.
Дејвис је касније постао регуларни стартер за Свонзи.
23. новембра 2012, Дејвис је потписао нови трогодишњи уговор са Свонзијем.
19. јануара 2013, Дејвис је постигао први погодак за Свонзи против Стоук Ситија у победи од 3-1. Тада је постао Свонзијев најмлађи икад стрелац. У септембру 2013, дао је свој други и трећи гол у Премијер Лиги за Свонзи, против Вест Брома и Арсенала.
24. децембра 2013, Дејвис је продужио свој уговор годину дана.

### Тотенхем Хотспер
Дана 23. јула 2014, Дејвис је потписао петогодишњи уговор са Тотенхем Хотспером. Истог дана је дошао као и његов Свонзи саиграч Мишел Ворм, док је Гилфи Сигурдсон био размењен у том трансферу.
Дејвис је одиграо свој деби у Премијер Лиги за Тотенхем као измена у поразу од 0-3 против Ливерпула. Први старт је добио у лиги у победи од 2-1 против Хал Ситија 23. новембра 2014. Био је неискоришћена измена у финалу Енглеског Лиге Купа 2015. када је Тотенхем изгубио 2-0 од Челсија.
Дејвис је постигао свој први погодак за клуб 8. јануара 2017, кад је дао гол У ФА купу против Астон Виле. Потипсао је нови уговор у марту, и продужио га до 2021.
Дејвис је постигао свој други гол за Тотенхем, и први у Премијер Лиги, против Хал Ситија у последњем колу сезоне 2016/17, када је постигао шести гол утакмице која се завршила 7-1 за Тотенхем.
Дејвис је постигао свој трећи гол против Њукасла на првом дану сезоне 2017/18.
Потписао је нови уговор са Тотенхемом у јулу 2019.

## Репрезентативна каријера
У септембру 2012, Дејвис је селектован за Велшки тим у квалификацијама за Светско Првентство 2014.
Одиграо је деби за репрезентацију у победи од 2-1 над Шкотском 12. октобра 2012.

## Трофеји
Свонзи Сити
- Енглески Лига куп (1) : 2012/13.[23]

Тотенхем хотспер
- УЕФА Лига Европе (1) : 2024/25.[24]